# Клубний чемпіонат світу з футболу 2023 (склади)
У таблиці нижче представлені склади команд-учасниць клубного чемпіонату світу з футболу 2023 року. Кожна команда представила склад з 23-х гравців (три з яких мають бути воротарями).
Заміни через травми дозволено було проводити за 24 години до першого матчу команди.

## Аль-Аглі (Каїр)
Головний тренер:  Марсель Коллер

| №  | Поз. | Нац.   | Гравець            |
| -- | ---- | ------ | ------------------ |
| 1  | ВР   | Єгипет | Мохамед Ель-Шенаві |
| 2  | ЗХ   | Єгипет | Халед Абдельфаттах |
| 5  | НП   | Єгипет | Рамі Рабія         |
| 6  | ЗХ   | Єгипет | Яссер Ібрагім      |
| 7  | НП   | Єгипет | Махмуд Каграба     |
| 8  | ЗХ   | Єгипет | Акрам Тавфік       |
| 10 | НП   | ПАР    | Персі Тау          |
| 13 | ПЗ   | Єгипет | Марван Аттіа       |
| 14 | ПЗ   | Єгипет | Хуссейн Аль-Шахат  |
| 15 | ПЗ   | Малі   | Алью Дьєнг         |
| 16 | ВР   | Єгипет | Хамза Алаа         |
| 17 | ПЗ   | Єгипет | Амр Ель-Солія      |

| №  | Поз. | Нац.    | Гравець             |
| -- | ---- | ------- | ------------------- |
| 19 | ПЗ   | Єгипет  | Мохамед Магді       |
| 21 | ЗХ   | Туніс   | Алі Маалул          |
| 22 | ПЗ   | Єгипет  | Емам Ашур           |
| 24 | ЗХ   | Єгипет  | Мохамед Абдельмонем |
| 27 | НП   | Франція | Антоні Модест       |
| 28 | ЗХ   | Єгипет  | Карім Фуад          |
| 29 | ПЗ   | Єгипет  | Тахер Мохамед       |
| 30 | ЗХ   | Єгипет  | Мохамед Хані        |
| 31 | ВР   | Єгипет  | Мостафа Шобейр      |
| 33 | ЗХ   | Єгипет  | Карім Ель-Дебес     |
| 36 | ПЗ   | Єгипет  | Ахмед Набіль Кока   |

## Аль-Іттіхад
Головний тренер:  Марсело Гальярдо
| №  | Поз. | Нац.              | Гравець              |
| -- | ---- | ----------------- | -------------------- |
| 1  | ВР   | Саудівська Аравія | Абдулла Аль-Маюф     |
| 4  | ЗХ   | Саудівська Аравія | Омар Гавсаві         |
| 6  | ПЗ   | Саудівська Аравія | Султан Аль-Фархан    |
| 7  | ПЗ   | Франція           | Н'Голо Канте         |
| 8  | ПЗ   | Бразилія          | Фабіньйо             |
| 9  | НП   | Франція           | Карім Бензема        |
| 10 | ПЗ   | Бразилія          | Ігор Коронадо        |
| 11 | ПЗ   | Португалія        | Жота                 |
| 12 | ЗХ   | Саудівська Аравія | Закарія Хавсаві      |
| 13 | ЗХ   | Саудівська Аравія | Муханнад Аль-Шанкіті |
| 15 | ЗХ   | Саудівська Аравія | Хассан Кадеш         |
| 16 | ПЗ   | Саудівська Аравія | Файсал Аль-Гамді     |

| №  | Поз. | Нац.              | Гравець              |
| -- | ---- | ----------------- | -------------------- |
| 17 | ПЗ   | Саудівська Аравія | Марван Аль-Сахафі    |
| 24 | ПЗ   | Саудівська Аравія | Абдулрахман Аль-Абуд |
| 25 | ЗХ   | Саудівська Аравія | Сувайлем Аль-Менхалі |
| 26 | ЗХ   | Єгипет            | Ахмед Хеґазі         |
| 28 | ЗХ   | Саудівська Аравія | Ахмед Бамсауд        |
| 33 | ЗХ   | Саудівська Аравія | Мадалла Аль-Олаян    |
| 34 | ВР   | Бразилія          | Марсело Грое         |
| 77 | ПЗ   | Саудівська Аравія | Салех Аль-Амрі       |
| 88 | ВР   | Саудівська Аравія | Осама Аль-Мермеш     |
| 90 | НП   | Бразилія          | Ромаріньйо           |
| 99 | НП   | Марокко           | Абдерразак Хамдалла  |

## Леон
Головний тренер:  Ніколас Ларкамон
| №  | Поз. | Нац.     | Гравець            |
| -- | ---- | -------- | ------------------ |
| 1  | ВР   | Мексика  | Альфонсо Бланко    |
| 3  | ВР   | Мексика  | Оскар Гарсія       |
| 5  | ПЗ   | Мексика  | Фідель Амбріс      |
| 6  | ЗХ   | Колумбія | Вільям Тесільо     |
| 7  | ЗХ   | Мексика  | Іван Морено        |
| 8  | ПЗ   | Мексика  | Хосе Іван Родрігес |
| 9  | НП   | Мексика  | Бріан Рубіо        |
| 11 | ПЗ   | Мексика  | Еліас Ернандес     |
| 13 | ПЗ   | Еквадор  | Анхель Мена        |
| 16 | ПЗ   | Колумбія | Омар Фернандес     |
| 17 | НП   | Уругвай  | Ніколас Лопес      |
| 18 | НП   | Уругвай  | Федеріко Віньяс    |

| №  | Поз. | Нац.      | Гравець            |
| -- | ---- | --------- | ------------------ |
| 20 | НП   | Мексика   | Альфонсо Альварадо |
| 21 | ЗХ   | Колумбія  | Хайне Баррейро     |
| 22 | ЗХ   | Аргентина | Адоніс Фріас       |
| 23 | ПЗ   | Іспанія   | Борха Санчес       |
| 24 | ЗХ   | Мексика   | Освальдо Родрігес  |
| 25 | ЗХ   | Мексика   | Пауль Бельйон      |
| 28 | ПЗ   | Мексика   | Хосе Давід Рамірес |
| 29 | ПЗ   | Аргентина | Лукас Ромеро       |
| 30 | ВР   | Мексика   | Родольфо Кота      |
| 32 | НП   | Мексика   | Себастьян Сантос   |
| 34 | ЗХ   | Мексика   | Оскар Вілья        |

## Манчестер Сіті
Головний тренер:  Жузеп Гвардіола
| №  | Поз. | Нац.       | Гравець         |
| -- | ---- | ---------- | --------------- |
| 2  | ЗХ   | Англія     | Кайл Вокер      |
| 3  | ЗХ   | Португалія | Рубен Діаш      |
| 4  | ПЗ   | Англія     | Калвін Філліпс  |
| 5  | ЗХ   | Англія     | Джон Стоунз     |
| 6  | ЗХ   | Нідерланди | Натан Аке       |
| 8  | ПЗ   | Хорватія   | Матео Ковачич   |
| 10 | ПЗ   | Англія     | Джек Гріліш     |
| 16 | ПЗ   | Іспанія    | Родрі           |
| 18 | ВР   | Німеччина  | Штефан Ортега   |
| 19 | НП   | Аргентина  | Хуліан Альварес |
| 20 | ПЗ   | Португалія | Бернарду Сілва  |
| 21 | ЗХ   | Іспанія    | Серхіо Гомес    |

| №  | Поз. | Нац.       | Гравець         |
| -- | ---- | ---------- | --------------- |
| 24 | ЗХ   | Хорватія   | Йошко Гвардіол  |
| 25 | ЗХ   | Швейцарія  | Мануель Аканджі |
| 27 | ПЗ   | Португалія | Матеуш Нуньєш   |
| 31 | ВР   | Бразилія   | Едерсон         |
| 33 | ВР   | Англія     | Скотт Карсон    |
| 47 | ПЗ   | Англія     | Філ Фоден       |
| 52 | НП   | Норвегія   | Оскар Бобб      |
| 68 | ЗХ   | Англія     | Макс Аллейн     |
| 76 | ПЗ   | Іспанія    | Махамаду Сусохо |
| 82 | ЗХ   | Англія     | Ріко Льюїс      |
| 92 | НП   | Англія     | Майка Гамільтон |

## Окленд Сіті
Головний тренер:  Альберт Рієра
| №  | Поз. | Нац.          | Гравець         |
| -- | ---- | ------------- | --------------- |
| 1  | ВР   | Нова Зеландія | Конор Трейсі    |
| 2  | ЗХ   | Нова Зеландія | Маріо Іліч      |
| 3  | ЗХ   | Нова Зеландія | Адам Мітчелл    |
| 4  | ЗХ   | Нова Зеландія | Крістіан Грей   |
| 5  | ПЗ   | Вануату       | Тімоті Буле     |
| 6  | ЗХ   | Нова Зеландія | Адам Белл       |
| 7  | ПЗ   | Нова Зеландія | Кемерон Говісон |
| 8  | НП   | Іспанія       | Жерар Гарріга   |
| 9  | ПЗ   | Нова Зеландія | Ангус Кілколлі  |
| 10 | НП   | Нова Зеландія | Ділан Манікум   |
| 11 | НП   | Нова Зеландія | Раян Де Фріз    |
| 12 | ЗХ   | Нова Зеландія | Регонт Мураті   |

| №  | Поз. | Нац.          | Гравець           |
| -- | ---- | ------------- | ----------------- |
| 13 | ЗХ   | Нова Зеландія | Натан Лобо        |
| 14 | ЗХ   | Нова Зеландія | Джордан Вейл      |
| 15 | ПЗ   | Нова Зеландія | Ейдан Кері        |
| 16 | НП   | Нова Зеландія | Джозеф Лі         |
| 18 | ВР   | Уругвай       | Себастьян Сіганда |
| 19 | НП   | Нова Зеландія | Ліам Гілліон      |
| 20 | НП   | Аргентина     | Еміліано Таде     |
| 22 | ПЗ   | КНР           | Чжоу Тонг         |
| 23 | ЗХ   | Нова Зеландія | Елфі Роджерс      |
| 24 | ВР   | Нова Зеландія | Джо Волліс        |
| 25 | ПЗ   | Нова Зеландія | Майкл ден Геєр    |

## Урава Ред Даймондс
Головний тренер:  Мацей Скоржа
| №  | Поз. | Нац.       | Гравець          |
| -- | ---- | ---------- | ---------------- |
| 1  | ВР   | Японія     | Сюсаку Нісікава  |
| 2  | ЗХ   | Японія     | Хірокі Сакаї     |
| 3  | ПЗ   | Японія     | Ацукі Іто        |
| 4  | ЗХ   | Японія     | Такуя Іванамі    |
| 5  | ЗХ   | Норвегія   | Маріус Гейбротен |
| 8  | ПЗ   | Японія     | Йосіо Коїдзумі   |
| 9  | НП   | Нідерланди | Браян Лінссен    |
| 10 | ПЗ   | Японія     | Сьоя Накадзіма   |
| 11 | НП   | Гвінея     | Хосе Канте       |
| 14 | ПЗ   | Японія     | Такахіро Секіне  |
| 15 | ПЗ   | Японія     | Такахіро Акімото |
| 16 | ВР   | Японія     | Аюмі Нієкава     |

| №  | Поз. | Нац.       | Гравець          |
| -- | ---- | ---------- | ---------------- |
| 17 | НП   | Нідерланди | Алекс Схалк      |
| 19 | ПЗ   | Японія     | Кен Івао         |
| 21 | ПЗ   | Японія     | Томоакі Окубо    |
| 22 | ПЗ   | Японія     | Кай Сібато       |
| 25 | ПЗ   | Японія     | Кайто Ясуї       |
| 26 | ЗХ   | Японія     | Такуя Огівара    |
| 27 | ПЗ   | Таїланд    | Еканіт Паня      |
| 28 | ЗХ   | Данія      | Александер Шольц |
| 30 | НП   | Японія     | Сіндзо Корокі    |
| 31 | ВР   | Японія     | Сун Йосіда       |
| 66 | ЗХ   | Японія     | Аюму Охата       |

## Флуміненсе
Головний тренер:  Фернандо Дініз
| №  | Поз. | Нац.      | Гравець           |
| -- | ---- | --------- | ----------------- |
| 1  | ВР   | Бразилія  | Фабіо             |
| 2  | ЗХ   | Бразилія  | Самуел Шав'єр     |
| 4  | ЗХ   | Бразилія  | Марлон            |
| 5  | ПЗ   | Бразилія  | Александер        |
| 7  | ПЗ   | Бразилія  | Андре             |
| 8  | ПЗ   | Бразилія  | Матеус Мартінеллі |
| 9  | НП   | Бразилія  | Джон Кеннеді      |
| 10 | ПЗ   | Бразилія  | Гансо             |
| 11 | НП   | Бразилія  | Кено              |
| 12 | ЗХ   | Бразилія  | Марсело           |
| 14 | НП   | Аргентина | Херман Кано       |
| 20 | ПЗ   | Бразилія  | Даніелзінью       |

| №  | Поз. | Нац.     | Гравець       |
| -- | ---- | -------- | ------------- |
| 21 | ПЗ   | Колумбія | Джон Аріас    |
| 22 | ВР   | Бразилія | Педро Ранжел  |
| 23 | ЗХ   | Бразилія | Гуга          |
| 29 | ПЗ   | Бразилія | Тьяго Сантос  |
| 30 | ЗХ   | Бразилія | Феліпе Мело   |
| 33 | ЗХ   | Бразилія | Ніно          |
| 38 | НП   | Колумбія | Йоні Гонсалес |
| 40 | ЗХ   | Бразилія | Діого Барбоза |
| 44 | ЗХ   | Бразилія | Давід Брас    |
| 45 | ПЗ   | Бразилія | Ліма          |
| 98 | ВР   | Бразилія | Вітор Еудес   |